# Frank Stöhr
Frank Stöhr (* 21. Januar 1949 in Meinerzhagen) ist ein deutscher Gewerkschafter. Er war von 2003 bis 2012 1. Vorsitzender der dbb tarifunion sowie von 2007 bis 2012 zweiter Vorsitzender des dbb beamtenbund und tarifunion.

## Leben
Seine Aufgaben im dbb Führungsgremium waren vorrangig die Leitung der dbb tarifunion, die Tarifpolitik, Arbeitnehmerfragen und Zusatzversorgung. In seine Amtszeit fiel die Reform des Bundesangestelltentarifvertrages (BAT) hin zu den Tarifverträgen TVöD für Bund und Kommunen und TV-L für die Länder. Auf europäischer Ebene repräsentiert Stöhr von 2002 bis 2015 den dbb im Europäischen Wirtschafts- und Sozialausschuss. In der CESI übte er das Amt des Schatzmeisters von 2000 bis 2016 aus.
Erfahrungen in der Personalratsarbeit sammelte er von 1978 bis 1987 beim Gesamtpersonalrat der Stadt Duisburg. Der Diplom-Ingenieur und Diplom-Wirtschafts-ingenieur war bis 1996 – zuletzt als Abteilungsleiter Finanzen Datenverarbeitung – bei den Entsorgungsbetrieben bei der Stadt Duisburg tätig. Von 1996 bis 2003 war er hauptamtlich als stellvertretender Vorsitzender für die komba gewerkschaft Nordrhein-Westfalen tätig.
Von 2004 bis 2008 war er als Vertreter der Gewerkschaften Mitglied im Rundfunkrat der Deutschen Welle und von 2008 bis 2013 stellvertretender Vorsitzender des Verwaltungsrats der Deutschen Welle. 
Im Jahre 2006 wurde Stöhr das Bundesverdienstkreuz am Bande und 2012 das Bundesverdienstkreuz 1. Klasse verliehen.
| Personendaten    | Personendaten            |
| ---------------- | ------------------------ |
| NAME             | Stöhr, Frank             |
| KURZBESCHREIBUNG | deutscher Gewerkschafter |
| GEBURTSDATUM     | 21. Januar 1949          |
| GEBURTSORT       | Meinerzhagen             |